# Vicenza

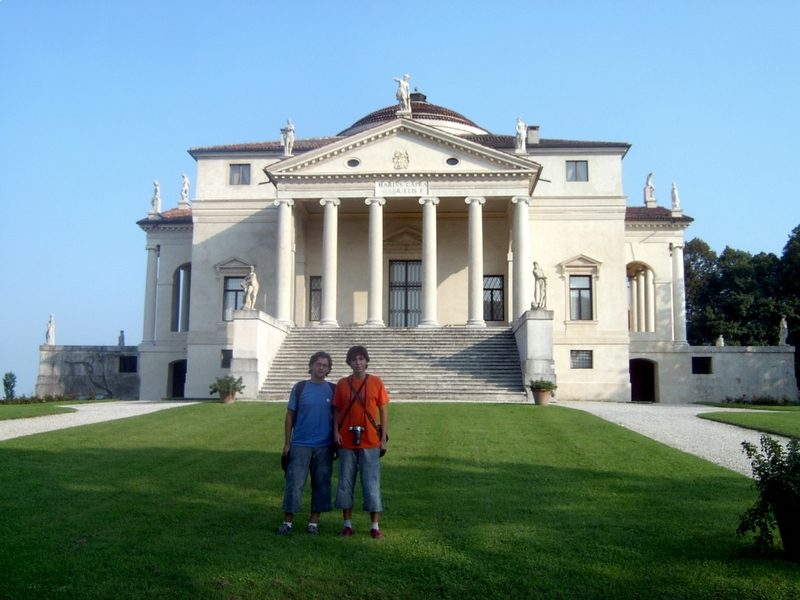
A La Rotonda

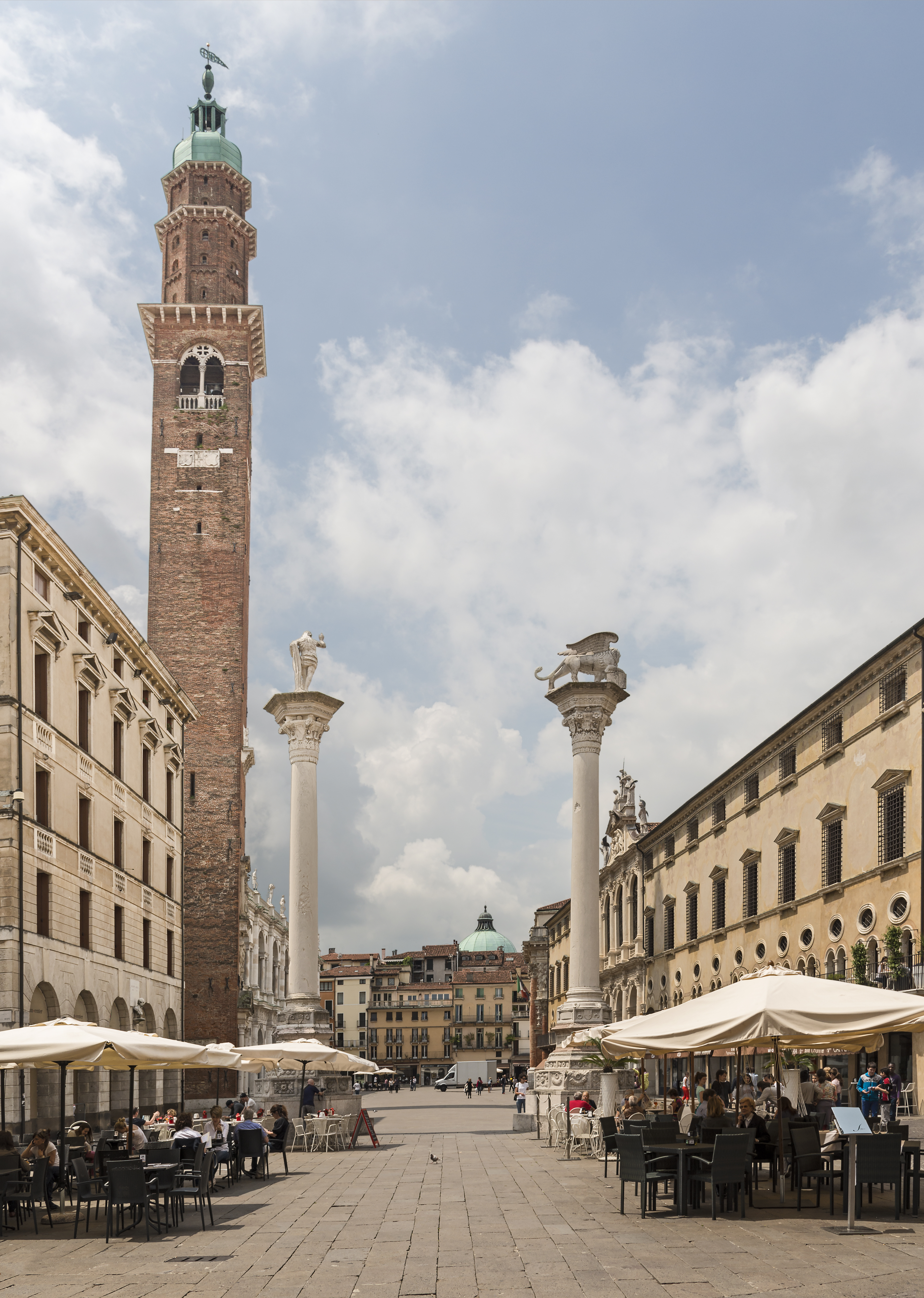
Vicenza

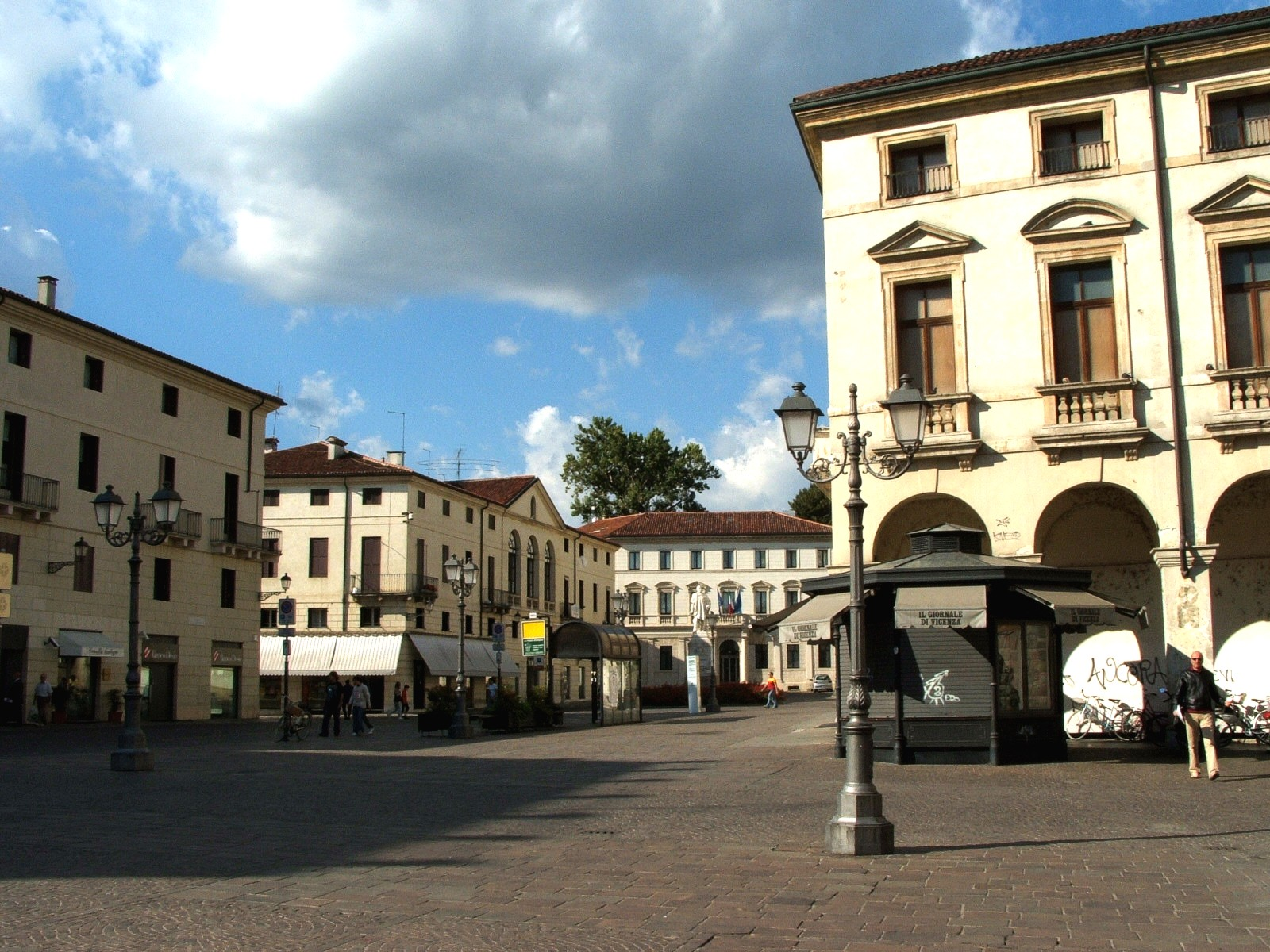
A Piazza Castello

Vicenza város Észak-Olaszországban Veneto tartományban, az azonos nevű megye székhelye.
Andrea Palladio városaként is ismert, hiszen az építész számtalan késő reneszánsz épületet valósított meg a városban. Vicenza belvárosa Olaszország egyik legfontosabb művészeti, kulturális emléke, ennek köszönhetően jelentős idegenforgalmi célpont. 1994-ben az UNESCO belvárosát felvette a világörökség listájára, majd ezt kiterjesztette 1996-ban Palladio villáira, amelyek Veneto régió egész területén találhatók.
Ipari központ, mely különösen ékszerészetéről és ruhaiparáról híres. Az ország ékszereinek jelentős része itt készül, ami hozzájárul a város gazdaságához. Világhírű ékszerkiállítását, a VicenzaOrót minden évben háromszor rendezik meg.

## Fekvése
Vicenza Velencétől mintegy 60 km-re nyugatra, Milánótól 200 km-re keletre a Monti Berici északi lábánál a Bacchiglione folyó mellett fekszik.

## Története
Vicenza „Vicetia" néven ősi római város, i. e. 49-től municipium, de a római korban a közeli Patavium (Padova) árnyékában élt. Római emlékeiből nem sok maradt, de három híd a Bacchiglione és a Retrone folyón és a római csatorna néhány boltíve a Porta Santa Croce közelében túlélte az idők viharait.
A Nyugatrómai Birodalom bukása után az 5. században I. Alarich vandáljai és Attila hunjai pusztították a várost. Később lombard hercegség központja lett és csatlakozott a Barbarossa Frigyes ellen szerveződött Lombard Ligához. Az addig független köztársaságot 1311-ben Verona hódította meg. A milánói Viscontik ellen harcoló Scaligerik megerősítették a várost.
1405-ben Vicenza velencei uralom alá került és ettől kezdve Velence sorsában osztozott.

## Magyar vonatkozások
I. Lajos magyar király az első nápolyi hadjárata során, Nápoly felé menet 1347. december 4-én érintette Vicenza városát. Tiszteletére 300 lovaggal vonultak ki elé a veronai Scalák.

## Látnivalói
- A késő reneszánsz építészet jeles képviselői Andrea Palladio és kortársa Vincenzo Scamozzi Vicenza polgárai voltak. Építészetüknek számos emléke maradt a városban, pl. a Villa Almerico-Capra „La Rotonda", a Basilica Palladiana, és a Teatro Olimpico

### Paloták
- Basilica Palladiana
- Loggia Zeno – Palazzo Vescovile
- Palazzo Angaran
- Palazzo Barbaran Da Porto
- Palazzo Caldogno Tecchio
- Palazzo Capra
- Palazzo Chiericati – Museo Civico
- Palazzo Civena Trissino, ma Casa di Cura Eretenia
- Palazzo Cordellina
- Palazzo Da Monte, ma Migliorini
- Palazzo Da Porto Breganze
- Palazzo Da Porto Colleoni
- Palazzo da Schio detto Ca' d'Oro
- Palazzo da Schio ora Vaccari Lioy
- Palazzo Garzadori, ma Bortolan
- Palazzo Garzadori, ma Braga
- Palazzo Godi Nievo, ma Vicenza tartományi székhelye
- Palazzo Gualdo
- Palazzo Iseppo Da Porto, ma Festa
- Palazzo Leoni Montanari
- Palazzo Negri De Salvi
- Palazzo Pojana, ma Arrigoni Noventa
- Palazzo Porto Breganze, ma Telecom Italia
- Palazzo Proti – Criptoportico Romano
- Palazzo Regaù
- Palazzo Repeta Sale
- Palazzo Thiene, ma Bonin Longare
- Palazzo Thiene, ma a Banca Popolare di Vicenza történelmi székháza
- Palazzo Trissino Lanza
- Palazzo Trissino Trento
- Palazzo Valmarana, ma Braga Rosa
- Palazzo Valmarana-Rossi
- Palazzo Volpe Maltauro
- Palazzo Zen Sesso Fontana

### Templomok
- Dóm (15. század)
- Chiesa dei Filippini
- Chiesa dei SS. Filippo e Giacomo
- Chiesa di S. Croce detta Dei Carmini in S. Giacomo Maggiore
- Chiesa di S. Gaetano da Thiene
- Chiesa di S. Maria delle Grazie
- Chiesa di S. Maria in Araceli
- Chiesa di S. Maria in Foro detta Dei Servi
- Chiesa di S. Maria Maddalena
- Chiesa di S. Martino
- Chiesa di S. Pietro e Oratorio dei Boccalotti
- Chiesa di S. Vincenzo
- Chiesa di San Giorgio
- Chiesa di San Lorenzo
- Chiesa di San Marco
- Chiesa di San Rocco
- Chiesa di San Stefano
- Chiesa di Santa Caterina
- Chiesa di Santa Corona
- Chiesa di Santa Maria Nuova
- Chiesa e Chiostro di S. Giuliano
- Chiostro di San Pietro

## Érdekesség
A vicenzaiakat itáliaszerte gúnyból mangiagattinak (macskaevőknek) nevezik, mivel a legenda szerint a nagy éhínségek idején megették a macskákat is.

## Híres emberek
- Amy Adams, amerikai színésznő
- Roberto Baggio, labdarúgó
- Miki Biasion, autóversenyző
- Gelindo Bordin, atléta
- Roberto Busa, szerzetes, nyelvész

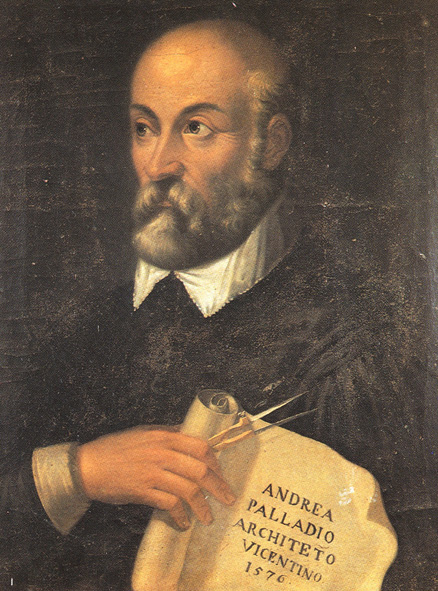
Andrea Palladio

- Tullio Campagnolo, kerékpáros, feltaláló
- Francesco Chieregati, püspök
- Federico Faggin, feltaláló
- Antonio Fogazzaro, író
- Sonia Gandhi, indiai politikus, Radzsiv Gandhi felesége
- Jessie James, énekes
- Luigi Meneghello, író
- Andrea Palladio, építész
- Goffredo Parise, író
- Antonio Pigafetta, felfedező
- Guido Piovene, író
- Manuel Righele, író
- Paolo Rossi, labdarúgó
- Vincenzo Scamozzi, építész
- Guido Vedovato, festőművész
- Nicola Vicentino, zeneszerző

## Testvérvárosok
- Pforzheim, Németország
- Annecy, Franciaország